# Martin Heinrich Klaproth
Martin Heinrich Klaproth (ur. 1 grudnia 1743 w Wernigerode, zm. 1 stycznia 1817 w Berlinie), chemik niemiecki, profesor uniwersytetu w Berlinie od 1810.
Odkrył pierwiastki uran, cyrkon i cer (opisał je jako odrębne pierwiastki, choć nie uzyskał ich w stanie czystym, metalicznym); zweryfikował odkrycie tytanu i zbadał tellur; wydzielił związki strontu (1793), tytanu (1795) i chromu (1797); wykazał, że potas występuje nie tylko w roślinach, lecz i w minerałach.
Jako jeden z najbardziej znanych chemików w swoich czasach, wywarł duży wpływ na nauki chemiczne w Niemczech. Obalenie teorii flogistonu i zaakceptowanie teorii utleniania Lavoisiera poparł odpowiednimi doświadczeniami w roku 1792.
Klaproth był analitykiem, wprowadził wagę jako standardowy przyrząd analityczny. Precyzyjnie przeprowadzając doświadczenia i dokładnie podając ich wyniki stał się szczególnie zasłużonym dla metod analitycznych.
Po ukończeniu szkoły państwowej w Wernigerode pracował 6 lat w aptece ratuszowej w Quedlinburgu. W latach 1766–71 pracował w Hanowerze (apteka nadworna), Berlinie (apteka "Pod Murzynem") i w Gdańsku (apteka ratuszowa). Podczas pobytu w Berlinie rozwinął swoją wiedzę u chemików Johanna Heinricha Potta i Andreasa Sigismunda Marggrafa. W roku 1771 wrócił z Gdańska do Berlina i pracował w aptece "Pod Białym Łabędziem", należącej do Valentina Rose'a Starszego, z którym się zaprzyjaźnił. Gdy po krótkim czasie Rose zmarł, Klaproth przejął po nim aptekę i wychował jego czwórkę dzieci, w tym Valentina Rose'a Młodszego. Do przeprowadzania eksperymentów Klaproth wyposażył sobie laboratorium w Berlinie.
Poślubiwszy Christiane Sophie Lehmann, siostrzenicę/bratanicę Andreasa Sigismunda Marggrafa, nabył w roku 1780 "Aptekę Niedźwiedzią", która do odejścia Klaprotha w 1800 roku cieszyła się dobrą reputacją.
Potem Klaproth pracował jako zwyczajny chemik w Akademii Nauk w Berlinie, jako następca Franza Karla Acharda. Działał przy tym od 1787 jako profesor chemii w berlińskiej szkole artyleryjskiej, jako docent w kolegium medyczno-chirurgicznym i jako nauczyciel w wielu instytutach.
W roku 1810 otrzymał od Alexandra von Humboldta propozycję stanowiska profesora chemii w nowo założonym Uniwersytecie Berlińskim (dziś Uniwersytecie Humboldta).
Zmarł w roku 1817 na udar mózgu.